# Tapolca
Tapolca è una città di 16.513 abitanti situata nella contea di Veszprém, nell'Ungheria nord-occidentale.

## Amministrazione

### Gemellaggi
- Bjelovar
- Este[1]
- Lempäälä
- Bratislava-Ružinov
- Stadthagen
- Zăbala
- Sümeg